# Jan Holenda
Jan Holenda (* 22. srpna 1985 v Praze) je bývalý český fotbalový útočník a bývalý mládežnický reprezentant, od ledna 2017 působící v týmu FK Dukla Praha. Důrazný útočník se silovým pojetím hry. Mimo Česko působil na klubové úrovni v Rusku. V České republice získal čtyři ligové tituly, dva s Viktorií Plzeň a po jednom se Slovanem Liberec a Spartou Praha.

## Klubová kariéra
Holenda začal svoji kariéru v Sokolu Nebušice, odkud v průběhu mládeže zamířil nejprve do Motorletu Praha, a následně do Sparty Praha. Před jarní částí sezony 2002/03 se propracoval do seniorské kategorie, kde nastupoval za rezervu. Následně působil na hostováních, kde nastupoval za 1. FK Drnovice (2004/05), Slovan Liberec (zde v sezóně 2005/06 získal mistrovský titul), Dynamo České Budějovice (jaro 2007) a Baník Most. Od ledna 2008 se prosadil do základní sestavy A-mužstva Sparty. S mužstvem získal v sezoně 2009/10 mistrovský titul. V lednu 2010 přestoupil do ruského klubu Anži Machačkala, odkud v létě 2012 přestoupil do jiného mužstva z Ruska, konkrétně do FK Rostov. V srpnu 2013 zamířil na hostování do týmu FK Tom Tomsk. Kariéru ukončil po sezóně 2018-2019.

### FC Viktoria Plzeň
V říjnu 2014 zamířil jako volný hráč do Viktorie Plzeň, podepsal kontrakt do konce podzimní části ročníku 2014/15. Přišel po oficiálním přestupním termínu, tedy s amatérským statutem.

#### Sezóna 2014/15
Debutoval za Plzeň v 1. české lize 19. října 2014 proti FK Mladá Boleslav (výhra 3:0), odehrál 8 minut. V zimním přestupovém období sezony 2014/15 prodloužil s Plzní smlouvu do léta 2015. Poprvé za Viktorii skóroval 18. března 2015 v ligové dohrávce proti SK Slavia Praha, šlo o vítězný gól na konečných 1:0, který týmu zajistil průběžný pětibodový náskok na čele ligové tabulky. Dvě kola před koncem ročníku 2014/15 získal s mužstvem mistrovský titul. V posledním 30. kole proti 1. FK Příbram (výhra 5:2) se dvakrát střelecky prosadil. Nejdříve ve 30 minutě vstřelil branku na 1-1, poté zvyšoval v 69. minutě střelou přes hlavu ("nůžkami") na 4-2.

#### Sezóna 2015/16
V létě 2015 podepsal s mužstvem nový kontrakt do konce ročníku 2016/17. 18. července 2015 se podílel na zisku Superpoháru, když Viktoria porazila FC Slovan Liberec 2:1.
S Plzní se představil ve 3. předkole Ligy mistrů UEFA, kde klub narazil na izraelský celek Maccabi Tel Aviv FC. V prvním zápase na půdě soupeře Viktorka zvítězila 2-1, ale v odvetě prohrála 0-2 a vypadla. S mužstvem následně hrál 4. předkolo Evropské ligy UEFA, kde tým narazil na klub ze Srbska FK Vojvodina Novi Sad. Po výhrách 3-0 a 2-0 (v tomto zápase Holenda nenastoupil) Plzeň postoupila do základní skupiny Evropské ligy, kde bylo mužstvo nalosováno do skupiny E společně s FK Dinamo Minsk (Bělorusko), Villarreal CF (Španělsko) a Rapid Vídeň (Rakousko). Ve čtvrtém zápase na domácí půdě proti Rapidu Vídeň vyrovnával v 71. minutě na 1-1, Viktorka nakonec nerozhodný stav neudržela a prohrála 1-2. Západočeši získali ve skupině čtyři body, skončili na třetím místě a do jarní vyřazovací části nepostoupili. Fotbalista chyběl v základní skupině Evropské ligy pouze v jednom střetnutí, v prvním zápase proti Villarrealu. V ročníku 2015/16 získal tři kola před koncem sezony s Viktorkou mistrovský titul, klub dokázal ligové prvenství poprvé v historii obhájit.

### Bohemians Praha 1905 (hostování)
V průběhu ročníku 2016/17 (v září) odešel na půlroční hostování do klubu Bohemians Praha 1905. Na začátku roku 2017 mu skončilo hostování. Celkem si v dresu Bohemians připsal 10 ligových startů, ve kterých vsítil jeden gól.

### FK Dukla Praha
V lednu 2017 přestoupil z Viktorie Plzeň do celku FK Dukla Praha, kde podepsal smlouvu na dva a půl roku. Po konci smlouvy ukončil i aktivní kariéru.

## Klubové statistiky
Aktuální k 17. červenci 2017
| Sezona  | Klub                         | Soutěž             | Zápasy | Góly |
| ------- | ---------------------------- | ------------------ | ------ | ---- |
| 2002/03 | AC Sparta Praha              | Gambrinus liga     | 0      | 0    |
| 2003/04 | AC Sparta Praha              | Gambrinus liga     | 0      | 0    |
| 2004/05 | 1. FK Drnovice (host.)       | Gambrinus liga     | 24     | 5    |
| 2005/06 | FC Slovan Liberec (host.)    | Gambrinus liga     | 18     | 4    |
| 2006/07 | FC Slovan Liberec (host.)    | Gambrinus liga     | 13     | 2    |
| 2006/07 | SK Dynamo Č. B. (host.)      | Gambrinus liga     | 11     | 1    |
| 2007/08 | AC Sparta Praha              | Gambrinus liga     | 7      | 2    |
| 2007/08 | FK Baník Most (host.)        | Gambrinus liga     | 8      | 0    |
| 2008/09 | AC Sparta Praha              | Gambrinus liga     | 23     | 2    |
| 2009/10 | AC Sparta Praha              | Gambrinus liga     | 11     | 4    |
| 2010    | FK Anži Machačkala           | Premier Liga       | 19     | 5    |
| 2011/12 | FK Anži Machačkala           | Premier Liga       | 24     | 6    |
| 2012/13 | FK Rostov                    | Premier Liga       | 28     | 6    |
| 2013/14 | FK Rostov                    | Premier Liga       | 0      | 0    |
| 2013/14 | FK Tom Tomsk (host.)         | Premier Liga       | 19     | 3    |
| 2014/15 | FC Viktoria Plzeň            | Synot liga         | 18     | 4    |
| 2015/16 | FC Viktoria Plzeň            | Synot liga         | 18     | 1    |
| 2016/17 | Bohemians Praha 1905 (host.) | ePojisteni.cz liga | 10     | 1    |
| 2016/17 | FK Dukla Praha               | ePojisteni.cz liga | 13     | 6    |
| 2017/18 | FK Dukla Praha               | HET liga           | 25     | 7    |
| 2018/19 | FK Dukla Praha               | Fortuna:Liga       | 17     | 1    |

## Reprezentační kariéra
Jan Holenda nastupoval za mládežnické výběry České republiky od kategorie do 15 let. Bilance:
- reprezentace do 15 let: 5 utkání (1 výhra, 1 remíza, 3 prohry), 0 vstřelených gólů
- reprezentace do 16 let: 4 utkání (1 výhra, 3 prohry), 0 vstřelených gólů
- reprezentace do 18 let: 9 utkání (6 výher, 3 prohry), 1 vstřelený gól
- reprezentace do 19 let: 9 utkání (4 výhry, 2 remízy, 3 prohry), 1 vstřelený gól
- reprezentace do 21 let: 14 utkání (5 výher, 5 remíz, 4 prohry), 1 vstřelený gól

S českou reprezentací do 21 let se zúčastnil Mistrovství Evropy v roce 2007, kde ČR skončila po zápasech s Anglií (0:0), Srbskem (prohra 0:1) a Itálií (prohra 1:3) se ziskem 1 bodu na poslední čtvrté příčce základní skupiny B. Jan Holenda nastoupil v utkání s Itálií, v 62. minutě střídal za stavu 3:1 pro Itálii Martina Kuncla.

### Reprezentační zápasy a góly
Zápasy Jana Holendy v české reprezentaci do 21 let
| Rok    | Zápasy | Góly |
| ------ | ------ | ---- |
| 2006   | 9      | 1    |
| 2007   | 5      | 0    |
| Celkem | 14     | 1    |

Góly Jana Holendy v české reprezentaci do 21 let
| Gól | Datum      | Stadion         | Soupeř | Skóre (min.) | Výsledek | Soutěž                      |
| --- | ---------- | --------------- | ------ | ------------ | -------- | --------------------------- |
| 010 | 2. 9. 2006 | Famagusta, Kypr | Kypr   | 00:2 0(66.)  | 0:2      | kvalifikace na ME "21" 2007 |